# Prabowo Subianto
Prabowo Subianto Djojohadikusumo  (* 17. října 1951 Jakarta) je indonéský politik, podnikatel a od roku 2019 ministr obrany. V únoru 2024 byl zvolen prezidentem země a do úřadu nastoupil 20. října 2024.
Několik let měl zákaz vstupu do USA kvůli porušování lidských práv. Byl obviněn za podíl na násilnostech ve Východním Timoru, který v roce 2002 získal na Indonésii nezávislost. Nařídil také únosy a mučení studentských aktivistů za vlády prezidenta Suharta. V roce 2020 za vlády Donalda Trumpa byl přijat v Pentagonu. Dne 12. listopadu 2024 se v Bílém domě setkal s americkým prezidentem Joe Bidenem.
V květnu 1983 se jako armádní důstojník oženil s Titiek Suharto, dcerou prezidenta Suharta. Jejich syn Didit Hediprasetyo (* 1984) je módním návrhářem v Paříži. Vlastní společnosti, které se zabývají těžbou ropy a zemního plynu a provozováním plantáží s palmou olejnou, ze které se získává palmový olej.